# Aérodrome de Moret - Épisy
L’aérodrome de Moret - Épisy (code OACI : LFPU) est un aérodrome civil, ouvert à la circulation aérienne publique (CAP), situé sur la commune d’Épisy à 3,5 km au sud-sud-ouest de Moret-sur-Loing en Seine-et-Marne (région Île-de-France, France).
Il est utilisé pour la pratique d’activités de loisirs et de tourisme (aviation légère).

## Histoire
Ouvert le 24 avril 1946, l'aérodrome appartient à l’aéroclub de la vallée du Loing. Il dispose d'une ancienne piste orientée nord/sud qui sert aujourd'hui de taxiway pour l'activité de vol à voile. C'est une ancienne base de l'Organisation du traité de l'Atlantique nord (OTAN).

## Installations et utilisation
L’aérodrome dispose d’une piste en herbe orientée est-ouest (06/24), longue de 825 mètres et large de 100 mètres ainsi que d'un seuil décalé en piste 06.
L’aérodrome n’est pas contrôlé. Les communications s’effectuent en auto-information sur la fréquence de 120,055 MHz.
S’y ajoutent :
- une aire de stationnement ;
- des hangars ;
  - ACVL (Aéroclub de la vallée du Loing) et propriétaires privés au nord de la plateforme,
  - CVVFR (Centre de Vol à Voile de Fontainebleau et sa Région) au sud de la plateforme sur l'ancienne piste.
- une station d’avitaillement en carburant (100LL) et en lubrifiant[2].

C'est une plate-forme très sensible au bruit. Des axes de dégagement et d'interdiction de survol sont mis en place pour permettre la tranquillité des riverains.

## Activités
- Aéroclub de la vallée du Loing (ACVL)
- Centre de vol à voile de Fontainebleau et sa région (CVVFR)[3]

Chaque année s'y tient le concours international de planeur Les huit jours de Fontainebleau.

## Situation
| \| 20 km1:401 000 \| Beynes - Thiverval Chavenay - Villepreux Chelles Coulommiers Fontenay-Trésigny La Ferté-Alais Lognes-Émerainville Mantes - Chérence Meaux - Esbly Melun-Villaroche Moret - Épisy Nangis Les Loges Saint-Cyr-l'É. Les Mureaux Étampes Charles-de-Gaulle Le Bourget Orly Pontoise - Cormeilles-en-V. Paris-Saclay-Versailles Issy-les-M. Villacoublay |
| 20 km1:401 000 |